# Insha'Allah
Insha'Allah (em árabe: إِنْ شَاءَ ٱللَّٰهُ, In šāʾ Allāh, [in ʃæʔ ʔɑlˤˈlˤɑːh]), muitas vezes romanizado como Inshallah (podendo ser escrito em português como Inshalá) é uma expressão árabe para "se Deus quiser" ou "se Alá quiser".
Este termo é usado no mundo islâmico, mas também é comum em grupos cristãos no Oriente Médio, em partes da África e nas línguas portuguesa e espanhola. É um termo árabe para indicar a esperança em que um acontecimento, já mencionado, ocorra no futuro, se tal acontecimento for da vontade de Deus. O significado do termo não denota a profissão de uma religião determinada.
Essa palavra é usada para indicar um desejo de fazer algo que se deseja. Também proporciona a benção de Deus sobre algo ou alguém. Por exemplo, se alguém quer fazer algo em particular, se esta pessoa sabe que é muito difícil de alcançar, essa expressão invoca a benção de Deus antes disso ocorrer ou antes que esta pessoa tente fazê-lo.

## Línguas ibero-românicas
A expressão em português "oxalá" (que), e a expressão em espanhol "ojalá" (que), significam "Deus queira" e tem como origem o árabe; Sendo um exemplo de muitas das palavras emprestadas deste idioma, devido ao domínio muçulmano na Península Ibérica do século VII ao século XV.

## Nos media
A palavra popularizou-se no Brasil com a estreia da telenovela, O Clone (2001-02), com temática muçulmana, em Marrocos.